# Lijst van voetbalinterlands Bolivia - Honduras
Deze lijst van voetbalinterlands is een overzicht van alle officiële voetbalwedstrijden tussen de nationale teams van Bolivia en Honduras. De landen speelden tot op heden vier keer tegen elkaar. De eerste ontmoeting, een vriendschappelijke wedstrijd, werd gespeeld in San Pedro Sula op 14 maart 1993. Het laatste duel, eveneens een vriendschappelijke wedstrijd, vond plaats op 11 oktober 2003 in Washington D.C. (Verenigde Staten).

## Wedstrijden
| № | Plaats          | Datum           | Competitie        | Wedstrijd          | Uitslag |
| - | --------------- | --------------- | ----------------- | ------------------ | ------- |
| 1 | San Pedro Sula  | 14 maart 1993   | Vriendschappelijk | Honduras – Bolivia | 0 – 0   |
| 2 | Tegucigalpa     | 16 maart 1993   | Vriendschappelijk | Honduras – Bolivia | 0 – 0   |
| 3 | Medellín        | 16 juli 2001    | Copa América 2001 | Honduras – Bolivia | 2 – 0   |
| 4 | Washington D.C. | 11 oktober 2003 | Vriendschappelijk | Bolivia – Honduras | 1 – 0   |

## Samenvatting
| Competitie        | Totaal gespeeld | Winst Bolivia | Gelijk | Winst Honduras | Doelsaldo Bolivia – Honduras |
| ----------------- | --------------- | ------------- | ------ | -------------- | ---------------------------- |
| Copa América      | 1               | 0             | 0      | 1              | 0 − 2                        |
| Vriendschappelijk | 3               | 1             | 2      | 0              | 1 − 0                        |
| Totaal            | 4               | 1             | 2      | 1              | 1 − 2                        |

Wedstrijden bepaald door strafschoppen worden, in lijn met de FIFA, als een gelijkspel gerekend.

## Details

### Eerste ontmoeting
| Vriendschappelijk (San Pedro Sula, Honduras, 14 maart 1993): |              | |
| Honduras | 0 – 0        | Bolivia |
| | goals        | |
| Estanislao Malinowski | bondscoach   | Xabier Azkargorta |
| José Belarmino Rivera Arnold Javier Cruz 46' Gilberto Yearwood Juan Ramón Castro Pastor Martínez José Fernández Mauricio Fúnez Tomás Rochez 60' Alex Pineda Nicolás Suazo Eugenio Dolmo Flores | opstellingen | Dario Rojas Modesto Soruco Juan Manuel Peña Sergio Rivero Marcos Francisquine Luis Cristaldo 15' Jhonny Villarroel 46' Francisco Takeo Milton Melgar 70' Modesto Molina Ramiro Castillo |
| Hernan Arzú 46' Eduardo Bennett 60' | wissels      | 15' Serafin Gareca 46' Juan Carlos Rios 70' Mario Pinedo |

### Tweede ontmoeting
| Vriendschappelijk (Tegucigalpa, Honduras, 16 maart 1993): |       |         |
| Honduras                                                  | 0 – 0 | Bolivia |
|                                                           | goals |         |

### Derde ontmoeting
| Copa América 2001 (Medellín, Colombia, 16 juli 2001): |              | |
| Honduras | 2 – 0        | Bolivia |
| Amado Guevara 53' Amado Guevara 68' | goals        | |
| Ramón Maradiaga | bondscoach   | Carlos Aragonés |
| Noel Valladares Ninrod Medina David Cárcamo Jorge Samuel Caballero Carlos Güity 29' Óscar Lagos 87' Ricky García Danilo Turcios 64' Amado Guevara Julio César de León Saúl Martínez | opstellingen | Carlos Arias Luis Gatty Ribeiro Eduardo Jiguchi Marco Sandy Lorgio Álvarez 46' Ronald Raldés Franz Calustro 78' Julio César Baldivieso Joaquín Botero Ronald García 66' Líder Paz |
| Límber Pérez 29' Mario César Rodríguez 64' Robel Bernárdez 87' | wissels      | 46' Limberg Gutiérrez 66' Milton Coimbra 78' Marcelo Carballo |
| Óscar Lagos 51' | gele kaarten | 76' Limberg Gutiérrez |
| | rode kaarten | 73' Marco Sandy 81' Milton Coimbra |

### Vierde ontmoeting
| Vriendschappelijk (Washington D.C., Verenigde Staten, 11 oktober 2003): |              | |
| Bolivia | 1 – 0        | Honduras |
| Juan Manuel Peña 89' | goals        | |
| Nelson Acosta | bondscoach   | Bora Milutinović |
| José Carlos Fernández Luis Gatty Ribeiro Juan Manuel Peña Óscar Sánchez Álvaro Ricaldi Ronald Raldés Leonel Reyes Raúl Justiniano Joselito Vaca 72' Carlos Suárez 55' Roger Suárez | opstellingen | Héctor Medina 55' Mauricio Sabillón Milton Palacios Ninrod Medina 75' Javier Martínez Elmer Marín 50' Víctor Mena 70' José Luis Pineda Eskin González Milton Núñez 50' Marcelo Ferreira |
| Limberg Gutiérrez 55' Gualberto Mojica 72' | wissels      | 50' Luis Guifarro 50' Denilson Costa 55' Nery Medina 70' Wálter Hernández 75' Rony Morales                                                                                              |
| Óscar Sánchez ??' Álvaro Ricaldi ??' Raúl Justiniano ??' | gele kaarten | ??' Mauricio Sabillón ??' Luis Guifarro ??' José Luis Pineda |

FBF · A-internationals · Selecties · Bondscoaches · Statistieken · Boliviaans vrouwenelftal · Olympisch elftal · Bolivia U21 · Bolivia U20 · Bolivia U19 · Bolivia U18 · Bolivia U17
1926–1949 · 
1950–1959 · 
1960–1969 · 
1970–1979 · 
1980–1989 · 
1990–1999 · 
2000–2009 · 
2010–2019 ·
2020−2029
CC 1999
WK 1930 · 
WK 1950 · 
WK 1994
1926 · 
1927 · 
1927 · 1928 · 1929 · 
1930 · 
1931 · 1932 · 1933 · 1934 · 1935 · 1936 · 1937 · 
1938 · 
1939 · 1940 · 1941 · 1942 · 1943 · 1944 · 
1945 · 
1946 · 
1947 · 
1948 · 
1949 · 
1950 · 
1951 · 1952 · 
1953 · 
1954 · 1955 · 1956 · 
1957 · 
1958 · 
1959 · 
1960 · 
1961 · 
1962 · 
1963 · 
1964 · 
1965 · 
1966 · 
1967 · 
1968 · 
1969 · 
1970 · 
1971 · 
1972 · 
1973 · 
1974 · 
1975 · 
1976 · 
1977 · 
1978 · 
1979 · 
1980 · 
1981 · 
1982 · 
1983 · 
1984 · 
1985 · 
1986 · 
1987 · 
1988 · 
1989 · 
1990 · 
1991 · 
1992 · 
1993 · 
1994 · 
1995 · 
1996 · 
1997 · 
1998 · 
1999 · 
2000 · 
2001 · 
2002 · 
2003 · 
2004 · 
2005 · 
2006 · 
2007 · 
2008 · 
2009 · 
2010 ·
2011 · 
2012 · 
2013 · 
2014 · 
2015 · 
2016 ·
2017 ·
2018 ·
2019 ·
2020 ·
2021 ·
2022 ·
2023 ·
2024
Algerije ·
Andorra ·
Argentinië ·
Brazilië ·
Bulgarije · 
Chili ·
Colombia ·
Costa Rica ·
Cuba ·
Curaçao ·
DDR ·
Duitsland ·
Ecuador ·
Egypte ·
El Salvador ·
Finland ·
Frankrijk ·
Griekenland ·
Guatemala ·
Guyana ·
Haïti ·
Honduras ·
Hongarije ·
Ierland ·
IJsland ·
Irak ·
Iran ·
Jamaica ·
Japan ·
Joegoslavië ·
Kameroen ·
Letland ·
Mexico ·
Myanmar ·
Nicaragua ·
Noord-Korea ·
Oezbekistan ·
Panama ·
Paraguay ·
Peru ·
Polen ·
Portugal ·
Roemenië ·
Rusland ·
Saoedi-Arabië ·
Senegal ·
Servië ·
Slowakije ·
Spanje ·
Trinidad en Tobago ·
Tsjecho-Slowakije ·
Uruguay ·
Venezuela ·
Verenigde Arabische Emiraten ·
Verenigde Staten ·
Zuid-Afrika ·
Zuid-Korea ·
Zwitserland
Hondurese voetbalbond · A-internationals · Selecties · Bondscoaches · Hondurees vrouwenelftal · Olympisch elftal · Honduras U21 · Honduras U19 · Honduras U17
1920 – 1959 ·
1960 – 1969 ·
1970 – 1979 ·
1980 – 1989 ·
1990 – 1999 ·
2000 – 2009 ·
2010 – 2019 ·
2020 − 2029
CGC 2021
CA 2001
WK 1982 · 
WK 2010 · 
WK 2014
OS 2000 · 
OS 2008 · 
OS 2012 ·
OS 2016 ·
OS 2020
1921 · 
1922–1929 · 
1930 · 
1931–1934 · 
1935 · 
1936–1945 · 
1946 · 
1947–1949 · 
1950 · 
1951–1952 · 
1953 · 
1954 · 
1955 · 
1956 · 
1957 · 
1958–1959 · 
1960 · 
1961 · 
1962 · 
1963 · 
1964 · 
1965 · 
1966 · 
1967 · 
1968 · 
1969 · 
1970 · 
1971 · 
1972 · 
1973 · 
1974 · 
1975 · 
1976 · 
1977 · 
1978 · 
1979 · 
1980 · 
1981 · 
1982 · 
1983 · 
1984 · 
1985 · 
1986 · 
1987 · 
1988 · 
1989–1990 · 
1991 · 
1992 · 
1993 · 
1994 · 
1995 · 
1996 · 
1997 · 
1998 · 
1999 · 
2000 · 
2001 · 
2002 · 
2003 · 
2004 · 
2005 · 
2006 · 
2007 · 
2008 · 
2009 · 
2010 · 
2011 · 
2012 · 
2013 · 
2014 · 
2015 · 
2016 ·
2017 ·
2018 ·
2019 ·
2020 ·
2021 ·
2022 ·
2023 ·
2024
Argentinië ·
Australië ·
Azerbeidzjan ·
Belize ·
Bermuda ·
Bolivia ·
Brazilië ·
Canada ·
Chili ·
China ·
Colombia ·
Costa Rica ·
Cuba ·
Curaçao ·
Denemarken ·
Ecuador ·
El Salvador ·
Engeland ·
Finland ·
Frankrijk ·
Grenada ·
Griekenland ·
Guatemala ·
Haïti ·
IJsland ·
Israël ·
Jamaica ·
Japan ·
Joegoslavië ·
Letland · 
Mexico ·
Nederlandse Antillen ·
Nicaragua ·
Nieuw-Zeeland ·
Noord-Ierland · 
Noorwegen ·
Panama ·
Paraguay ·
Peru ·
Puerto Rico ·
Qatar ·
Roemenië ·
Saint Vincent en de Grenadines ·
Saoedi-Arabië ·
Servië ·
Slovenië ·
Spanje ·
Suriname ·
Trinidad en Tobago ·
Turkije ·
Uruguay ·
Venezuela ·
Verenigde Arabische Emiraten ·
Verenigde Staten ·
Wit-Rusland ·
Zambia ·
Zuid-Afrika ·
Zuid-Korea ·
Zwitserland
Chili (2010) ·
Ecuador (2014) ·
Frankrijk (2014) ·
Spanje (2010) ·
Zwitserland (2010) · 
Zwitserland (2014)